# I Am They
I Am They es un grupo musical de música cristiana originario de Carson City, Nevada. Comenzó su carrera en 2011, uniéndose a Essential Records. La banda está formada por Adam Palmer y Matthew Hein (voz y guitarra), Abbie Parker (vocalista), Justin Shinn (teclado), Bobby Stiehler (bajo y percusión) y Sara Palmer (batería).

## Discografía

### Álbumes
| Título          | Detalles del álbum                                                                                            | Clasificación en las listas |
| Título          | Detalles del álbum                                                                                            | US Christ                   |
| --------------- | --- | --------------------------- |
| I Am They       | - Fecha de lanzamiento: 27 de enero de 2015 - Discográfica: Essential Records - Formato: CD, descarga digital | 10                          |
| Trial & Triumph | - Fecha de lanzamiento: 2 de marzo de 2018 - Label: Essential Records - Format: CD, descarga digital          | 23                          |

### Sencillos
| Sencillo                  | Año  | Clasificación en las listas | Clasificación en las listas | Clasificación en las listas | Clasificación en las listas |
| Sencillo                  | Año  | US Christ                   | US Christ Air.              | US Christ Digital           | Álbum                       |
| ------------------------- | ---- | --------------------------- | --------------------------- | --------------------------- | --------------------------- |
| "From The Day"            | 2014 | 26                          | 25                          | 40                          | I Am They                   |
| "We Are Yours"            | 2015 | —                           | 38                          | —                           | I Am They                   |
| "Make A Way"              | 2016 | —                           | 43                          | —                           | I Am They                   |
| "Crown Him"               | 2017 | —                           | 43                          | —                           | Trial & Triumph             |
| "My Feet Are on the Rock" | 2018 | 23                          | 19                          | —                           | Trial & Triumph             |